# Salix hookeriana
Salix hookeriana — вид квіткових рослин із родини вербових (Salicaceae).

## Морфологічна характеристика
Це кущ чи Дерево (0.6)2–8 метрів заввишки (іноді утворюють клони відводками або фрагментацією стебла). Гілки (дуже крихкі біля основи) жовто-коричневі, сіро-коричневі, червоно-коричневі або фіолетові, не або слабо сизі, голі, шерстисті або рідко ворсинчасті; гілочки сіро-коричневі, червоно-коричневі чи жовто-коричневі (іноді колір затемнений волосками), голі, волосисті, помірно чи щільно ворсинчасті, шерстисті. Листки на ніжках 4–29 мм; найбільша листкова пластина від вузької до широко-еліптичної, від зворотно-яйцюватої до широко-обернено-яйцюватої форми, 36–123 × 18–63 мм; краї злегка закручені, городчасті, зубчасті, неглибоко зубчасті, виїмчасті або цілі; верхівка загострена, гостра або опукла; абаксіальна (низ) поверхня сіра, волосиста, ворсинчаста чи шерстиста; молода пластинка жовтувата, червонувато-зелена (іноді прихована волосками), волосиста або рідко або густо-довго-шовковиста, шерстиста чи ворсинчаста абаксіально, іноді також залозисті або жовтуваті. Сережки квітнуть до або під час появи листя: тичинкові 26–73 × 10–27 мм; маточкові 36–92(140 при плодах) × 10–25 мм. Коробочка 5–10 мм. Цвітіння: середина квітня — середина червня. 2n = 114.

## Середовище проживання
Канада і США (Аляска, Британська Колумбія, Каліфорнія, Орегон, Вашингтон). Населяє морські прибережні пляжі та піщані дюни, міждунні западини, прибережні болота, соснові пустелі, заплави, яри, вологі осокові луки, береги озер, моренні рівнини, піщані або гравійні субстрати; 0–1800 метрів.

## Використання
Рослина збирається з дикої природи для місцевого використання як їжа, ліки та джерело матеріалів. Іноді його вирощують як декоративну рослину.

## Галерея

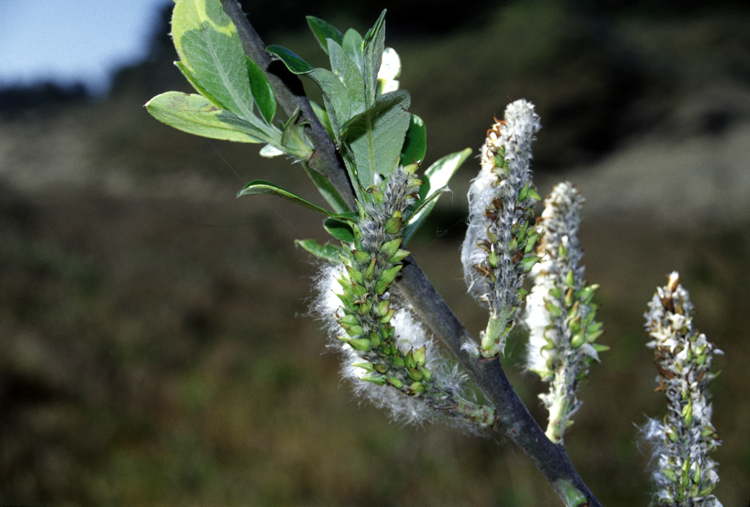
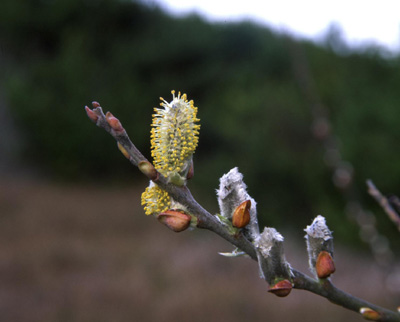
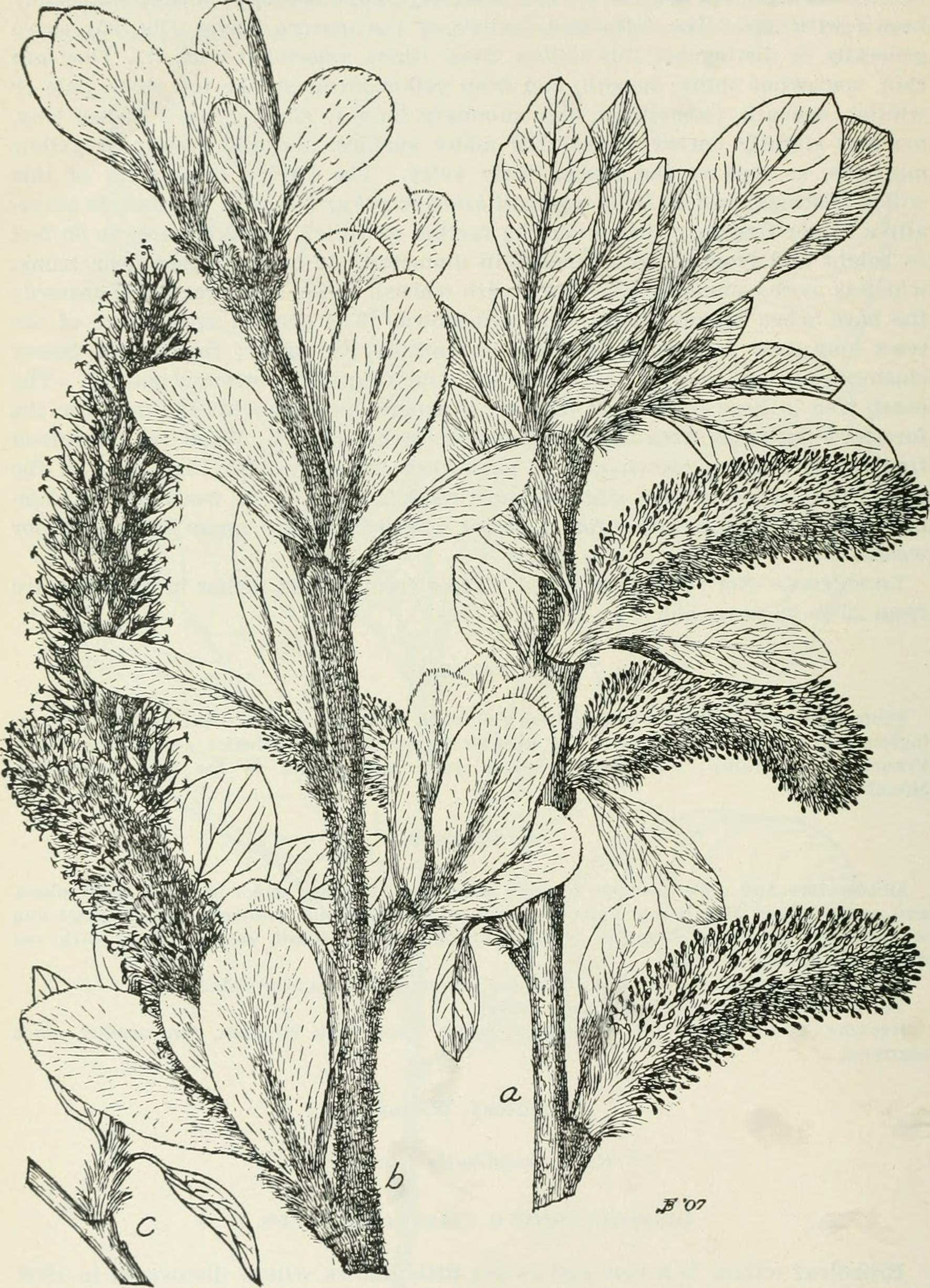